# Country Strong
Country Strong (bra: Onde o Amor Está; prt: O Renascer da Estrela) é um filme estadunidese do gênero drama dirigido por Shana Feste. É estrelado por  Leighton Meester, Gwyneth Paltrow, Tim McGraw e Garrett Hedlund.

## Sinopse
Uma cantora country tenta reascender sua carreira realizando uma turnê com seu marido e empresário e com mais outros dois jovens cantores e compositores. Ao longo da viagem, problemas amorosos e do passado surgem atrapalhando suas vidas.

## Elenco
- Leighton Meester....Chiles Stanton
- Gwyneth Paltrow....Kelly Canter
- Tim McGraw....James Canter
- Garrett Hedlund....Beau Hutton
- Tina White....Entrevistado
- Marshall Chapman....Winnie
- Lari White....Hair Stylist
- Jeremy Childs....JJ
- J.D. Parker....Joe
- Lisa Stewart....Travis' Mom (como Lisa Stewart Seals)
- Jackie Welch....Professor
- Cinda McCain....Misty
- Gabe Sipos....Travis
- Sandra Harris....Orderly
- Megan Henderson....Megan Henderson

## Dublagem brasileira
- Kelly Canter:Marli Bortoletto[4]
- James Canter:Élcio Sodré[4]
- Beau Hut:Alexandre Marconatto[4]
- Chiles Stan:Fernanda Bullara[4]

## Recepção
O público pesquisado pelo CinemaScore deu ao filme uma nota média de "B" em uma escala de A+ a F.
No consenso do agregador de críticas Rotten Tomatoes diz que "o elenco dá tudo de si, e Paltrow lida com suas músicas com desenvoltura, mas o roteiro clichê e desconexo de Country Strong atinge notas muito baixas." Na pontuação onde a equipe do site categoriza as opiniões da grande mídia e da mídia independente apenas como positivas ou negativas, o filme tem um índice de aprovação de 22% calculado com base em 134 comentários dos críticos. Por comparação, com as mesmas opiniões sendo calculadas usando uma média aritmética ponderada, a nota alcançada é 4,6/10.
Em outro agregador, o Metacritic, que calcula as notas das opiniões usando somente uma média aritmética ponderada de determinados veículos de comunicação em maior parte da grande mídia, tem uma pontuação de 45/100, alcançada com base em 30 avaliações da imprensa anexadas no site, com a indicação de "revisões mistas ou neutras".